# Ocotea raimondii
Espèce
Statut de conservation UICN

 VU D2 : Vulnérable
Ocotea raimondii est une espèce de plantes à fleurs de la famille des Lauraceae.

## Distribution
Ocotea raimondii est endémique au Pérou et à l'Équateur.

## Hbiatat
Ocotea raimondii se trouve en forêt. 

## Publication originale
- Repertorium Specierum Novarum Regni Vegetabilis 31: 184. 1933.